# Mizuiro ind LIGHT BLUE CAFE
『mizuiro ind LIGHT BLUE CAFE』（ミズイロ・インド ライト・ブルー・カフェ）は、エフエム大阪で2022年11月5日から2023年5月27日まで放送されていたラジオのトーク番組である。TOKYO FMでも遅れネットで放送している。

## 概要
女性ファッションブランド『mizuiro ind』による番組。DJを務める女優・石井杏奈がお気に入りのカフェで友達を待つ間に毎回テーマにちなんだトーク・音楽を繰り広げていくラジオ番組。
石井にとって初めてのレギュラーラジオとなった。
TOKYO FMでの放送後、本編とアフタートークをAuDeeにて配信していた。
衣装はmizuiro indが提供していた。

## 放送時間
- エフエム大阪（制作局） - 毎週土曜 20:00 - 20:30（2022年11月5日 - ）
- TOKYO FM - 毎週日曜 8:00 - 8:30（2022年11月6日 - ）

## ゲスト
2023年
- 4月29日、30日 - 朝倉加葉子（テレビドラマ『ガチ恋粘着獣』監督）[35]
- 5月27日、28日 - 佐久間由衣[34]